# Cenocoelius erythrogaster
Cenocoelius erythrogaster är en stekelart som först beskrevs av Sievert Allen Rohwer 1914.  Cenocoelius erythrogaster ingår i släktet Cenocoelius och familjen bracksteklar. Inga underarter finns listade.